# فلورس (آریزونا)
فلورس (به انگلیسی: Flores) یک منطقهٔ مسکونی در ایالات متحده آمریکا است که در آریزونا واقع شده‌است. فلورس ۷۹۳ متر بالاتر از سطح دریا واقع شده‌است.